# Hirthia littorina
Hirthia littorina је пуж из реда Sorbeoconcha и фамилије Thiaridae.

## Угроженост
Ова врста се сматра угроженом.

## Распрострањење
Ареал врсте је ограничен на две државе. 
Танзанија и ДР Конго су једина позната природна станишта врсте.

## Станиште
Станиште врсте су слатководна подручја.